# Orchestre symphonique de Canton
L'Orchestre symphonique de Canton (广州交响乐团 en chinois) est un orchestre symphonique chinois fondé en 1956, basé à Canton. Long Yu en est le directeur musical. 
L'orchestre a travaillé en association avec des artistes renommés comme Charles Dutoit, Vladimir Ashkenazy, Martha Argerich, Sarah Chang, Emanuel Ax ou encore Yundi Li et Lang Lang. L'orchestre s'intéresse aussi aux opéras et ballets.
Il a donné des représentations sur tous les continents.